# Pierre Amable de Sigoyer
Pierre Amable de Sigoyer, né le 2 juin 1817 à Saint-Denis (La Réunion) et mort le 29 mars 1882 à Saint-Benoit, est un diariste français de l'île de La Réunion qui a tenu son journal, intitulé Journal politique, de 1848 à 1861. 

## Biographie
Républicain convaincu, il se félicite, dans ses premières pages, de l'avènement de la Deuxième République et de l'abolition de l'esclavage annoncée par celle-ci. Ses écrits sont conservés aux archives départementales de La Réunion et souvent utilisées par les historiens locaux pour documenter leurs travaux sur le milieu du XIXe siècle réunionnais.